# 病毒血症
病毒血症（英語：viremia）是病毒粒子（virion）出现在循环血液中的现象，病毒可由此进入身体其它部分，常以全身不适、畏寒、发热、背部及四肢疼痛为特征。病毒血症与菌血症相似，后者指细菌侵入血液。

## 阶段
初期病毒血症指的是病毒从最初感染点开始在血液中的扩散，一般持续4-5天；二期病毒血症指的是病毒通过血液系统感染了其它组织，此期间病毒（在新感染细胞内）已经进行了病毒复制并再次进入血液循环。通常情况下，二期病毒血症会有更大量的病毒排出、病毒载量，这是因为病毒利用血液系统能找到自然宿主细胞，从而进行更高效地复制（相比在最初感染点）。
最典型的例子之一就是狂犬病病毒，该病毒在最初感染点（如动物咬伤的肌肉处）可进行简短的复制，并引发初期病毒血症，此后病毒会散播到中枢神经系统、引发二期病毒血症，而患者也开始出现狂犬病症状。当到了二期病毒血症时，接种狂犬病疫苗已经无效，病毒侵入大脑已无法被阻止。因此，接种疫苗必须在二期病毒血症之前。

## 机制
主动型病毒血症是由于病毒的主动复制而导致病毒进入血液，典型的例子包括麻疹病毒。而被动型病毒血症则无需病毒主动复制，典型例子包括蚊虫叮咬、输血、物理伤害等导致病毒直接进入血液。